# Santa Gadea del Cid
Santa Gadea del Cid – gmina w Hiszpanii, w prowincji Burgos, w Kastylii i León, o powierzchni 28,98 km². W 2011 roku gmina liczyła 169 mieszkańców.